# Fernand Lematte
Fernand Lematte (* 26. Juli 1850 in Saint-Quentin; † 1929), vollständiger Name Jacques François Fernand Lematte war ein französischer Historien- und Porträtmaler. Sein Werk ist teilweise dem Orientalismus zuzuordnen. 
Er trat im Jahr 1866 in Alexandre Cabanels Klasse an der Pariser École des Beaux-Arts ein und trug 1870 mit dem Tod der Messalina den mit einem Stipendium und einem Romaufenthalt verbundenen Grand Prix de Rome davon. Während seines vierjährigen Aufenthaltes in Italien wohnte er im Jahr 1872 dem Ausbruch des Vesuvs bei, der ihn zu dem Gebet an den heiligen Januarius inspirierte. Später erhielt er einen Auftrag für die Ausschmückung des Bürgermeisteramtes des 13. Arrondissements in Paris (Die Familie). 
Er erhielt im Laufe seiner Karriere mehrere Auszeichnungen und Medaillen.

## Werk
Die von Fernand Lematte aus Rom zu dem jährlich im Palais des Champs-Elysées stattfindenden Pariser Salon eingesandten Gemälde wurden als etwas kalt und akademisch aufgefasst, aber als schön komponiert und korrekt gezeichnet gelobt. 
- Porträt der Mutter des Künstlers (Portrait de la mère de l'artiste)
- Dryade (Dryade), Pariser Salon 1872, vom Staat für das Museum in Nantes erworben
- Der Raub der Dejanira (L'enlèvement de Déjanire), Pariser Salon 1874, vom Staat für das Museum in Nizza erworben
- Die aus Rom bei der Annäherung der Gallier fliehenden Vestalinnen
- Orestes, von den Furien verfolgt (Oreste et les furies), Pariser Salon 1876, vom Staat fur das Museum in Saint-Quentin erworben
- Die Witwe (La veuve), Pariser Salon 1877, Pariser Salon 1877
- Eine von Faunus überraschte Nymphe, 1878
- Les bourgeois de Reims recevant une charte du régent de France, Pariser Salon 1882
- mehrere Porträts